# Eulau (Naumburg)
Eulau ist ein Ortsteil der Stadt Naumburg (Saale) im Burgenlandkreis in Sachsen-Anhalt.

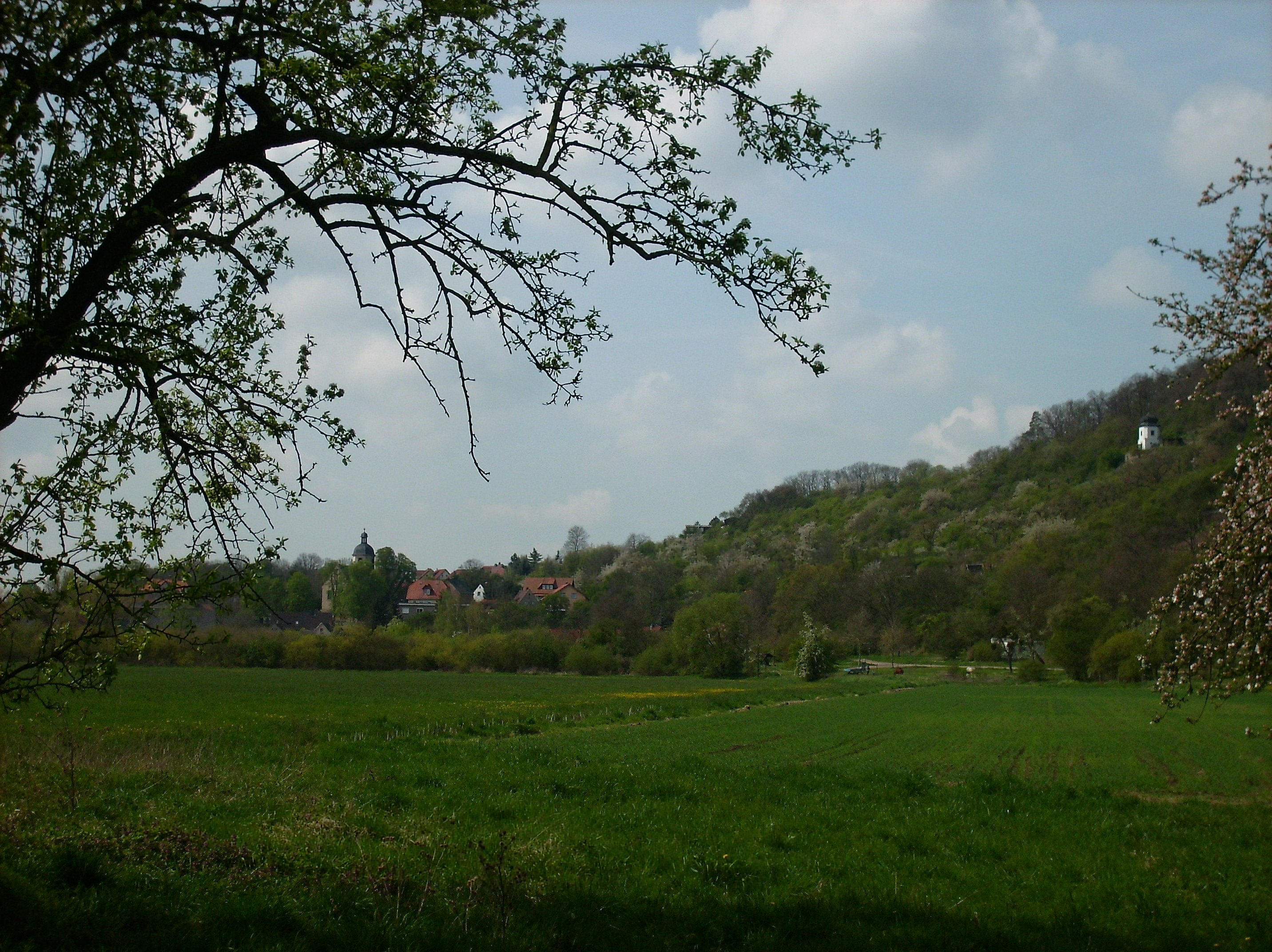
Saaleaue mit Eulau im Hintergrund

## Lage
Eulau befindet sich nordöstlich der Stadt Naumburg, nördlich der Bahntrasse Naumburg-Halle-Leipzig und südöstlich der Landesstraße 205 in der Saaleniederung westlich der Saale. Jenseits der Saale liegt der Ort Schönburg und seine gleichnamige Burgruine.

## Geschichte
In einem zwischen 881 und 899 entstandenen Verzeichnis des Zehnten des Klosters Hersfeld wird Eulau als zehntpflichtiger Ort Ilauua im Friesenfeld erstmals urkundlich erwähnt. Später gehörte der Ort zur Gutsherrschaft Goseck im kursächsischen Amt Freyburg. Durch die Beschlüsse des Wiener Kongresses kam Eulau 1815 zu Preußen und wurde 1816 dem Landkreis Querfurt im Regierungsbezirk Merseburg der Provinz Sachsen zugeteilt, zu dem er bis 1944 gehörte.
1927 hatte Eulau 196 Einwohner.

### Jungsteinzeitliche Familiengräber von Eulau

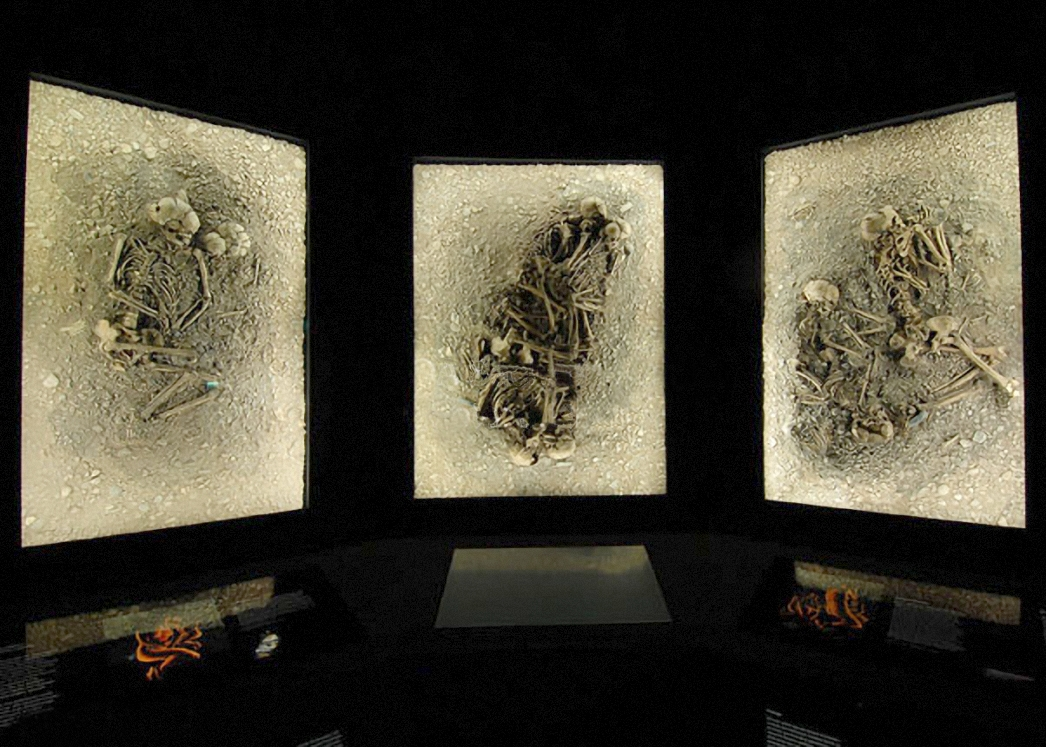
Familiengräber im Landesmuseum für Vorgeschichte

Die sogenannten Familiengräber von Eulau wurden im Juli 2005 nahe der Ortschaft Eulau in einer Kiesgrube entdeckt. Sie sind Teil eines ca. 4400 Jahre alten Gräberfeldes mit insgesamt zwölf Gräbern der jungsteinzeitlichen Schnurkeramik-Kultur. Am selben Ort wurden zahlreiche Gräber anderer, jungsteinzeitlicher Kulturen gefunden. Aufmerksamkeit in der Fachwelt erregten besonders vier der Gräber, da in ihnen jeweils mehrere Personen (insgesamt 13) bestattet wurden, die vermutlich alle eines gewaltsamen Todes starben. Die Lage der Skelette ließ engere, eventuell verwandtschaftliche Beziehungen zwischen den Bestatteten vermuten, was durch Untersuchungen alter DNA-Reste für einige der Toten bestätigt wurde.
Außerdem konnte anhand von Strontium-Isotopenanalysen festgestellt werden, dass die Frauen der bestatteten Gemeinschaft offensichtlich aus einer anderen Gegend stammten, die Männer und Kinder jedoch wahrscheinlich lokaler Herkunft waren. Ein patrilokales Heiratsmuster ist damit wahrscheinlich, kann aber, wie bei vielen anderen steinzeitlichen Kulturen, aktuell nur vermutet werden.
Die Eulauer Mehrfachbestattungen zeichnen sich weiterhin durch eine Vielzahl an zum Teil tödlichen Verletzungen aus. Die eingeschlagenen Schädel und eine Pfeilspitze, die noch in einem Wirbel steckte, sowie die nachweislich gleichzeitige Beisetzung der Toten lassen auf ein gewaltsames Ereignis schließen, bei dem alle 13 Individuen zu Tode kamen. Die Niederlegung der Toten wiederum deutet darauf hin, dass nicht alle Personen der Siedlung dem Ereignis zum Opfer fielen, sondern dass die Überlebenden, die sich um die ritusgemäße Bestattung kümmerten, um die Verwandtschaftsverhältnisse der Beigesetzten wussten.
Drei der schnurkeramischen Mehrfachbestattungen von Eulau sind in der aktuellen Dauerausstellung im Landesmuseum für Vorgeschichte (Halle) zu sehen.
Das Gräberfeld liegt nur zwei Kilometer vom steinzeitlichen Sonnenobservatorium in Goseck und etwa 23 Kilometer vom Fundort der 3600 Jahre alten Himmelsscheibe von Nebra entfernt.

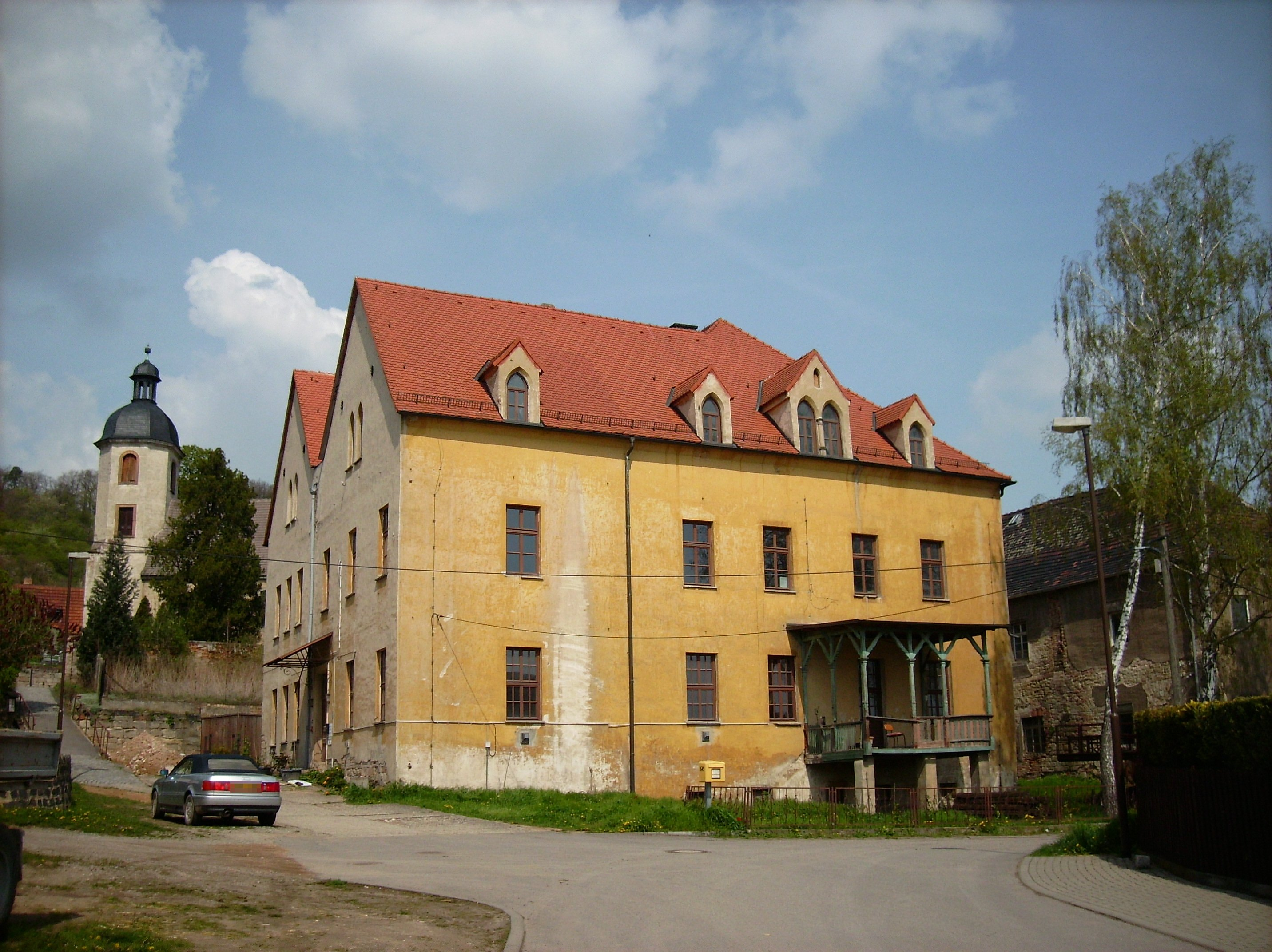
Herrenhaus und Kirche

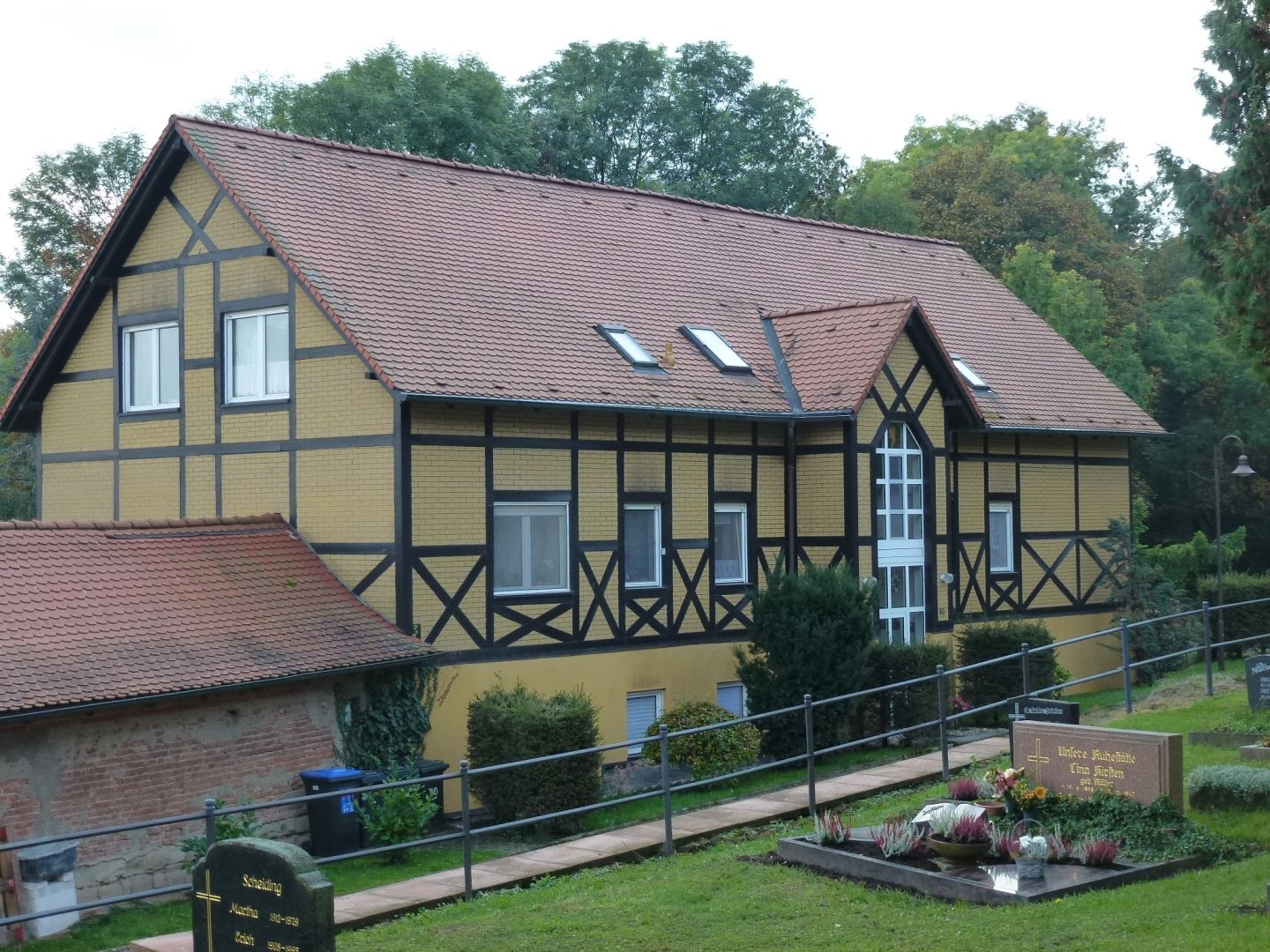
Fachwerkbau am Friedhof

### Eingemeindungen
Am 20. Juli 1950 wurde die Gemeinde Eulau zusammen mit Markröhlitz aus dem Landkreis Weißenfels nach Goseck eingemeindet. Einige Jahre später, am 25. Juli 1952, wurde die vorher wiedererrichtete Gemeinde Eulau in den Kreis Naumburg umgegliedert. Am 1. April 1994 wurde die Gemeinde nach Naumburg eingemeindet.

## Sehenswürdigkeiten
- Kirche aus dem Jahr 1694, der Vorgängerbau ist abgebrannt
- Herrenhaus des Ritterguts
- Weinberg mit Turm
- Fachwerkbauten

## Politik
Ortsteilbürgermeisterin ist Angelika Brendel.